# Marc Métral
 (mars 2011).
Si vous disposez d'ouvrages ou d'articles de référence ou si vous connaissez des sites web de qualité traitant du thème abordé ici, merci de compléter l'article en donnant les références utiles à sa vérifiabilité et en les liant à la section « Notes et références ».
Marc Métral, né le 5 août 1953 à Chanas, est un ventriloque français.
Connu comme un vrai précurseur dans sa discipline[réf. nécessaire], il est notamment le créateur du numéro du « chien vivant qui parle ».

## Biographie
A Paris, il rencontre son « maître » en la personne de George Schlick, qui lui enseigne durant un an la technique la plus pointue de ventriloquie.
Il gagne le premier prix du « Cirque de demain », remis au Cirque d'Hiver en 1977.
C'est le point de départ d'une carrière internationale ; parlant 7 langues, il se produira de 1977 à 1985 dans les plus grands cabarets au monde.[réf. souhaitée]
De retour en France en 1985, il est en vedette américaine, dans la revue « Femmes, Femmes, Femmes » au Moulin-Rouge de Paris.[réf. souhaitée]
Outre son numéro international, il est le créateur du « chien qui parle » sur scène ; Marc Métral imagine des pièces de théâtre entièrement composées de ses marionnettes, du jamais-vu en France, récoltant un beau succès du public et de la critique (Metral Family/ théâtre du Ranelagh, Paris / 88).
C'est ensuite Jérôme Savary qui lui ouvre les portes du théâtre national de Chaillot, en 1990, pour une création originale. Puis l'Olympia, deux années durant, où il réunira plus de 25 000 spectateurs.
À partir de 1994, Marc Métral part à la conquête du public asiatique, où à Kuala Lumpur, Tokyo, Shanghai il fait (re)découvrir cet art ancestral.
En 2006, à Liège (Belgique), il reçoit l'étoile d'Argent au Festival du cirque européen (European Circus Festival). En 2007, il intègre à nouveau le Moulin-Rouge, cette fois-ci dans la revue Féérie. Il y restera jusqu'à fin 2011.
Marc a reçu le prix « Fairmont » au Festival international du cirque de Monte-Carlo.
En avril 2015, il apparaît dans l'émission britannique Britain's Got Talent où il est ovationné par le jury et le public. Ce spectacle a pourtant été suivi par un article dans The Independent suscitant des craintes de cruauté envers son chien.

## Carrière
Entre 1980 et 1988, Marc Métral se produit dans les plus prestigieux cabarets à Rome, Madrid, Genève et, depuis 1985, au Moulin-Rouge à Paris.[réf. souhaitée]
En décembre 1988, il est invité au Palais de Buckingham à Londres par Lady Diana.[réf. souhaitée]
En 1988, il commence sa carrière à la télévision : en Espagne, en Italie, au Chili et en France dans l'émission de variétés de Michel Drucker Champs-Elysées (en 1989) et dans La Classe sur FR3 pendant 2 ans.[réf. souhaitée]
Parallèlement à sa carrière télévisuelle, il continue de se produire sur scène dans un one-man-show entre 1988 et 1994. Dans le même temps, il fait d'autres apparitions sur scène : au théâtre Le Ranelagh à Paris en 1988 et au théâtre national de Chaillot en 1990 avec Jérôme Savary.[réf. souhaitée]
En 1992, il fait son premier Olympia à Paris où il rassemble un total de 25 000 spectateurs. Deux ans plus tard, il revient à l'Olympia dans une comédie musicale : Zone Citron.[réf. souhaitée]
Entre 2000 et 2004, il se produit à nouveau au Moulin-Rouge, où il reviendra entre 2007 et 2011 et à partir de janvier 2016.[réf. souhaitée]
Il est invité à deux reprises, en 2005 et 2010, par Patrick Sébastien au Grand Cabaret.[réf. souhaitée]

## Prix
- 1977 : 1er prix « Le Cirque de demain » au Cirque d'Hiver.[réf. souhaitée]
- 2006 : gagnant de l’Étoile d’argent au Festival Européen du Cirque de Liège en Belgique.[réf. souhaitée]
- 2012 : prix spécial au Festival international du cirque de Monte-Carlo.[réf. souhaitée]